# نصر الخصي
أبو الفتوح نصر الخصي هو رجل من مولدي قرمونة، كان من الموالي المقربين للأمير عبد الرحمن الأوسط أمير الأندلس والمتولي شئون قصر الأمير. وقد لُقّب نصر بالخصي، لأن الأمير الحكم الربضي كان يخصي من اشتهر بالجمال من أبناء أهل بلده، ليدخلهم إلى قصره ويصيروا من خدمه، وكان منهم نصر الخصي. وكانت منية نصر وهي أحد أرباض قرطبة تنسب إليه.
في عام 230 هـ، عندما غزا للنورمان غرب الأندلس، وجه الأمير عبد الرحمن الأوسط عيسى بن شهيد بجيش لحربهم، ثم أتبعه بجيش آخر بقيادة نصر الخصي، استطاعا هزيمة النورمان بعد عناء. بعد هذا النصر، حظي نصر الخصي عند الأمير عبد الرحمن وعلا نجمه واستفحل أمره، وصار من أكابر الدولة والمتصرف في قصر الأمير، وأصبح مرهوب الجانب من الأكابر والخاصة.
كان بين نصر الخصي وجارية الأمير عبد الرحمن طروب ذات الحظوة لدى الأمير، تحالفًا لتمكين عبد الله ابن الأمير عبد الرحمن من جاريته طروب من خلافة والده، بدلاً من أكبر أبناء الأمير محمدًا، الذي تطور لمحاولة اغتيال الأمير عبد الرحمن عام 233 هـ، بدس السم له في دوائه، لولا أن وشيت بهما إحدى الجواري للأمير، الذي أمر نصر الخصي بتناول الدواء، فمات لحينه.